# Ran (godin)

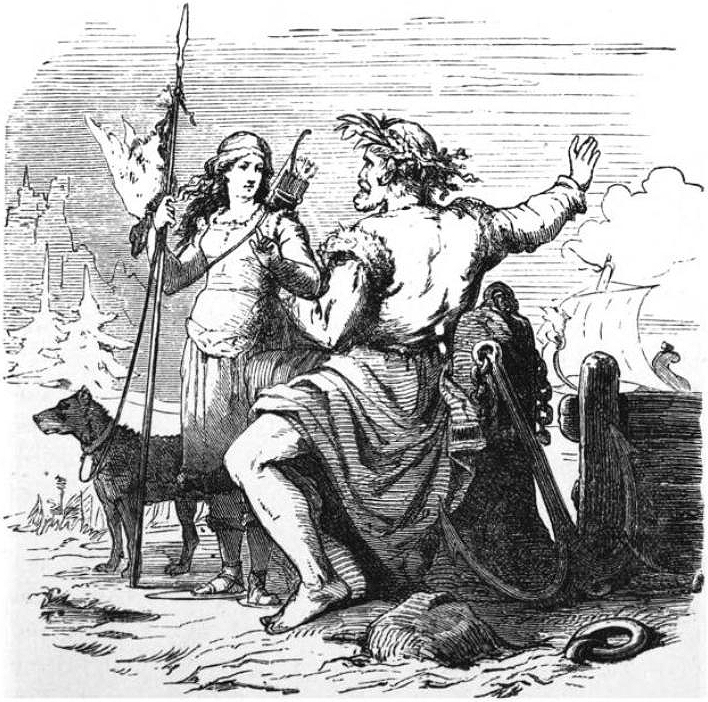
Aegir en Rán

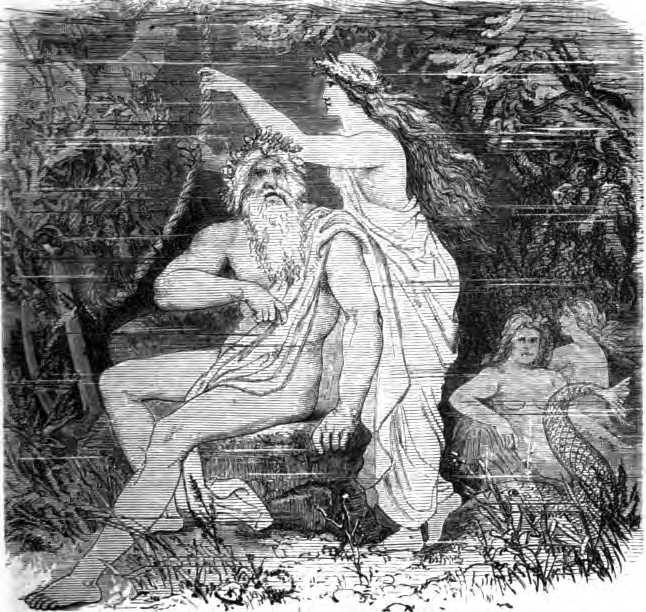
Rán trekt aan een ankertouw

Rán is een Noordse zeegodin uit het geslacht der Wanen. In Noordse mythologie wordt ze meestal genoemd in de context van het verdrinken van ongelukkige zeevarenden en ze naar beneden te slepen. De godin wordt vaak geassocieerd met een visnet dat ze gebruikt om zeegangers te vangen. De zee werd ook wel "de weg van Rán" genoemd. 

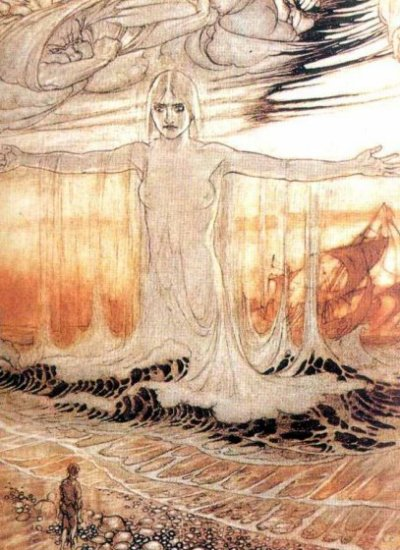
Rán

Haar echtgenoot is Aegir met wie ze in de buurt van het het eiland Hlesey woont. Ze heeft negen dochters bij Aegir: de golven. Een van haar dochters heet Atla. De negen Aegirsdochters of 'barenmeiden' zijn Bára, Blóðughadda, Bylgja, Dúfa, Hefring, Himinglæva, Hrönn, Kólga en Unnr of Blödughadda, Bygleya, Dröbna, Dusa, Hefrig, Himinglätfa, Kolga, Raun, Udor of Unn. Ze gelden als verschillende types zeegolven (naast deze namen noemt Snorri Sturluson er nog ettelijke andere!).